# Ostmünsterländer Sande
Die Ostmünsterländer Sande sind nach dem Handbuch der naturräumlichen Gliederung Deutschlands eine naturräumliche Teileinheit der Emssandebene in der Haupteinheitengruppe Westfälische Bucht in Nordrhein-Westfalen. Die Talsandlandschaft ist mit Ausnahme des Delbrücker Rückens, eines sanften, etwa 15 Kilometer langen Höhenrückens, fast eben und wird durch zahlreiche kleine, meist feuchte Niederungen und die Talaue der Ems gegliedert.  
Der rund 400 km² große Naturraum liegt größtenteils innerhalb des Kreises Gütersloh, wo er die Städte Gütersloh, Verl, Rietberg, die östliche Stadtgebiete von Harsewinkel (Marienfeld) und  Rheda-Wiedenbrück (Rhedaer Forst) sowie den größten Teil Langenbergs umfasst. Im Osten und Süden hat er im Kreis Paderborn Anteil an den Gebieten westlich von Hövelhof und nördlich von Delbrück, im Südwesten im Kreis Warendorf Anteil am Gemeindegebiet von Wadersloh. 
Im Westen sind mehrere kleine Wäldchen anzutreffen, ansonsten ist die Landschaft bis auf kleine Inseln weitgehend waldfrei. Sie wird stark landwirtschaftlich genutzt, wobei im Süden Ackerland vorherrscht, während im Norden mehr Grünland anzutreffen ist. 
Die Ostmünsterländer Sande gliedern sich nach dem Handbuch der naturräumlichen Gliederung Deutschlands wie folgt:
- 540.20 Obere Lippetalung
- 540.21 Benteler Niederungen
- 540.22 Grubebach-Niederung
- 540.23 Delbrücker Rücken (siehe Delbrücker Land)
- 540.24 Rietberger Emsniederung
- 540.25 Neuenkirchener Sandebene
- 540.26 Gütersloher Sandebene